# Anourosorex yamashinai
Anourosorex yamashinai is een zoogdier uit de familie van de spitsmuizen (Soricidae). De wetenschappelijke naam van de soort werd voor het eerst geldig gepubliceerd in 1935 door Nagamichi Kuroda.

## Voorkomen
De soort komt voor in Taiwan.